# Luc Abalo
Luc Abalo (* 6. September 1984 in Ivry-sur-Seine, Frankreich) ist ein ehemaliger französischer Handballspieler togoischer Abstammung, der auch für die französische Handballnationalmannschaft auflief.

## Karriere

### Vereinskarriere

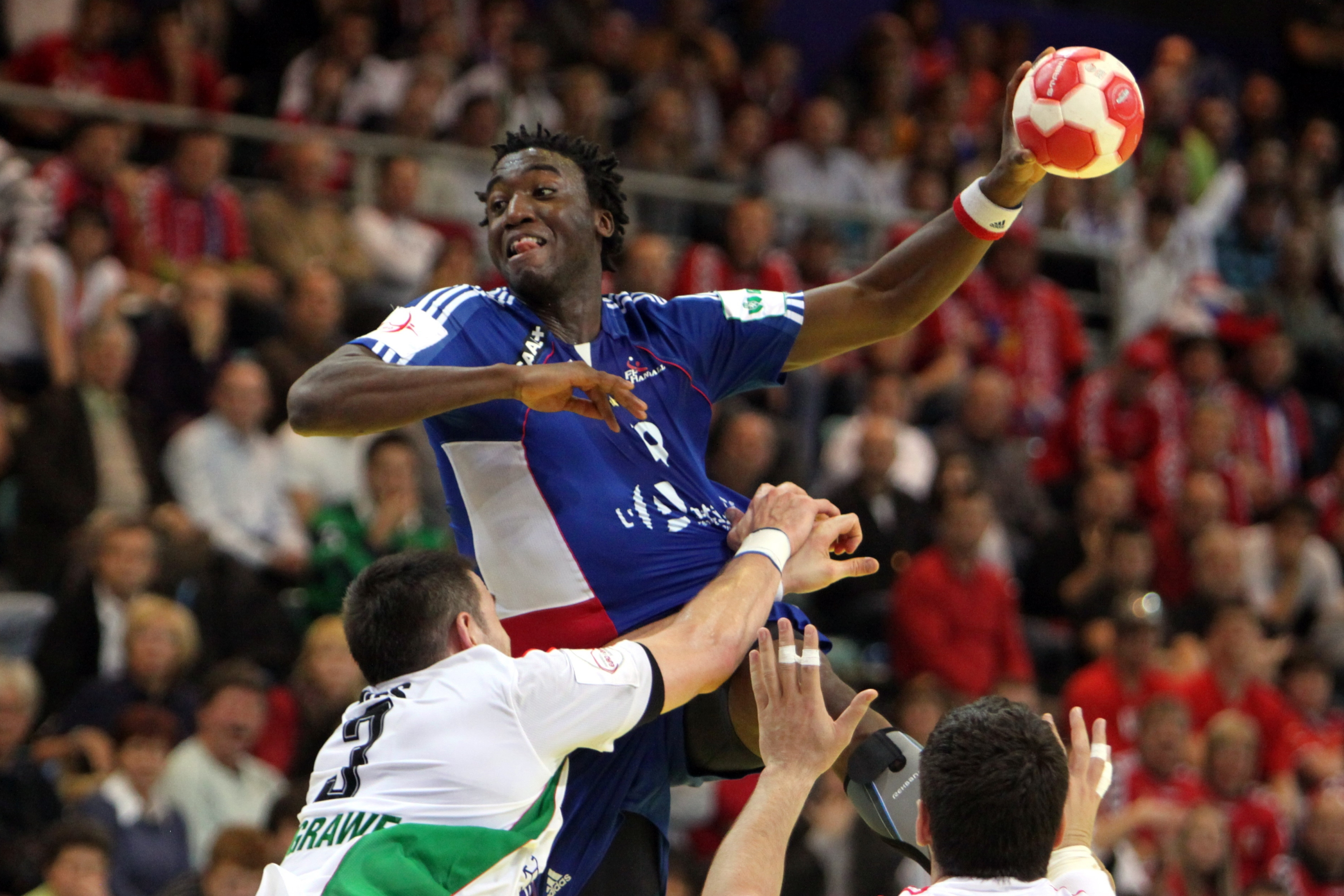
Luc Abalo bei einem Spiel der Französischen Nationalmannschaft

Seit seiner Jugend spielte Abalo in seiner Heimatstadt bei US Ivry HB, wo er 2005 auch seinen ersten Profivertrag erhalten hatte. 2005/06 war sein Club Vierter der 1. französischen Division und erreichte das Pokalfinale, 2006/07 gewann man sogar die französische Meisterschaft.
2005, 2006 und 2007 wurde Luc Abalo jeweils zum besten Rechtsaußen der 1. französischen Division gewählt. 2008 – und nicht wie zuerst geplant 2007 – wechselte er zum spanischen Topclub BM Ciudad Real. Mit Ciudad Real gewann er 2009 die spanische Meisterschaft und die EHF Champions League. 2010 kam ein weiterer spanischer Meistertitel hinzu. 2011 war die am wenigsten erfolgreiche Saison für ihn, seitdem er zu Ciudad Real gewechselt war. Er gewann mit seinem Team nur den Spanischen Pokal. Nach der Saison 2010/11 wurde er auch mit dem THW Kiel in Verbindung gebracht, nachdem Ciudad Real bekannt gab, aus finanziellen Gründen nach Madrid wechseln zu wollen. Er blieb dem Verein aber treu, und wechselte mit dem kompletten Verein BM Ciudad Real zu BM Atlético Madrid. Im Sommer 2012 unterschrieb er einen Vertrag beim französischen Erstligisten Paris Saint-Germain. Mit Paris gewann er 2013, 2015, 2016, 2017, 2018, 2019 und 2020 die Meisterschaft sowie 2014, 2015 und 2018 den französischen Pokal. Zur Saison 2020/21 wechselte Abalo zum norwegischen Erstligisten Elverum Håndball. Mit Elverum gewann er 2020 den norwegischen Pokal sowie 2021 die norwegische Meisterschaft. Nach der WM in Ägypten im Januar 2021 hielt er sich in Paris fit und nahm nur noch an den Champions-League-Spielen teil, da ihm auf Grund der strengen Einreiseregeln für Ausländer in Norwegen die Rückkehr nicht erlaubt war. Im September 2021 unterschrieb er beim japanischen Erstligisten Siegstar Tokio. Nach der Saison 2022/23 beendete er seine Karriere.

### Nationalmannschaftskarriere
Luc Abalo hat 286 Länderspiele für die französische Handballnationalmannschaft bestritten und wurde jeweils dreimal Olympiasieger, Weltmeister und Europameister. Zwischen 2010 und 2013 hielt er als Nationalspieler alle drei großen Titel gleichzeitig. Nach seinem dritten Olympiasieg am 7. August 2021 beendete er seine Karriere in der Nationalmannschaft.

## Sonstiges
Abalo ist Offizier des französischen Nationalverdienstordens. Im September 2021 wurde ihm für den Gewinn der Goldmedaille mit der französischen Nationalmannschaft bei den Olympischen Spielen in Tokio der Offiziersorden der Französischen Ehrenlegion verliehen.

## Erfolge

### Französische Nationalmannschaft
- Weltmeister: 2009, 2011, 2017
- Europameister: 2006, 2010, 2014
- Olympiasieger: 2008 in Peking, 2012 in London und 2020 in Tokio
- Silbermedaille bei den Olympischen Spielen 2016 in Rio de Janeiro
- All-Star-Team EM 2010, EM 2014

### Verein
- US Ivry HB
  - Französischer Meister: 2007
- Paris Saint-Germain
  - Französischer Meister: 2013, 2015, 2016, 2017, 2018, 2019, 2020
  - Französischer Pokalsieger: 2014, 2015, 2018
- Ciudad Real
  - Spanischer Meister: 2009, 2010
  - Spanischer Pokalsieger: 2011
  - Champions League Sieger: 2009
  - Super Globe Sieger: 2010
- Elverum Håndball
  - Norwegischer Meister: 2021
  - Norwegischer Pokalsieger: 2020